# Turistická značená trasa 7233
 Turistická značená trasa 7233 je 3 km dlouhá žlutě značená trasa Klubu českých turistů v okrese Trutnov tvořící kratší alternativní trasu k Cestě bratří Čapků mimo centrum Trutnova. Její převažující směr je severozápadní.

## Průběh trasy
Turistická trasa má svůj počátek v centru místní části Trutnova Poříčí na rozcestí s červeně značenou Cestou Bratří Čapků přicházející z Úpice a směřující do centra města. Trasa vede nejprve k severu Voletinskou ulicí k nádraží Trutnov střed, za kterým se stáčí k jihozápadu. Po úseku vedeném podél Polské ulice trasa opouští v lokalitě Nový Domov zástavbu města. Po zpevněné cestě stoupá lesem nejprve k severu, poté k západu a nakonec k severozápadu do vrcholové partie vrchu Bučina, kde končí na rozcestí opět s Cestou bratří Čapků přicházející z centra města a směřující do Krkonoš.